# 32. загорска дивизија НОВЈ
Тридесетдруга загорска дивизија НОВЈ формирана је 12. децембра 1943. године на подручју Калничког горја од бригада „Браћа Радић“ и „Матија Губец“. На дан формирања имала је 1764 борца наоружана са 992 пушке, 62 пушкомитраљеза, 14 митраљеза, 24 аутомата, 5 минобацача и 3 противтенковска топа. До 19. јануара 1944. била је под командом Штаба Друге оперативне зоне Хрватске, а затим у саставу Десетог корпуса НОВЈ.

## Борбени пут дивизије
У јануару 1944. дивизија је дејствовала у Хрватском загорју против делова Павелићевог тјелесног здруга и Загребачке посадне бојне. Посебно тешке борбе водила је 4. јануара при заузимању Горње Батине и Белеца и 6—9. јануара око Златара, а затим, за време усташке операције „Дубровник“ (око 1700 усташа Павелићевог тјелесног здруга), у покрету за Калник, код Новог Марофа и Вараждинских Топлица (21—22. јануара). Почетком фебруара јаке усташке и домобранске снаге напале су слободну територију Калника и до 12. фебруара, упркос упорним борбама 32. дивизије и Калничког партизанског одреда, заузеле Копривницу, Лудбрег, Иванец, Питомачу и више других места. До краја фебруара јединице дивизије чистиле су од усташа и домобрана села у Подравини и онемогућавале поправку пруге Крижевци—Копривница. После борби око Лудбрега 22/23. фебруара, села Суботице 25. фебруара, Копривнице 29. фебруара, на падинама Калничког горја 4. и 5. марта, дивизија се пребацила на Билогору, одакле је ноћу 12/13. марта отпочео њен покрет преко Мославине и Калника у Хрватско загорје, водећи уз пут борбе против делова немачке Прве козачке коњичке дивизије и домобранског Првог горског здруга.
Крајем марта дивизија је добила задатак да са Првом бригадом 33. дивизије и Западном групом НОП одреда Десетог корпуса НОВЈ разбије непријатељева упоришта и мобилише нове борце у Хрватском загорју и Пригорју. Дејствујући на дохвату Загреба, те јединице водиле су тешке борбе с усташким и домобранским снагама, 28. марта око упоришта Ђурманца и Жутнице, у априлу у рејону Златара, код Тухељских Топлица, Клањца, Белца, Пурге, Мартиншћине, Будиншћине, Подрута, Зајезде и заузеле више непријатељевих упоришта. Постигнути успеси омогућили су мобилизацију нових бораца у Загорју и формирање Прве загорске бригаде (10. маја). У настојању да поврате изгубљена упоришта, Прва усташка пуковнија Павелићевог тјелесног здруга из Новог Марофа, Светог Ивана Зелине, Златара и Иванца напала је 15. маја 32. и делове 33. дивизије који су се после дводневних борби (15—16. маја) код села Хума, Храшћине, Трговишћа, Брезнице, Винична и других места пребацили преко Калника и Билогоре у Мославину. После неуспелог напада на Велико Тројство 25. маја, дивизија се пребацила на Калник, а од половине јуна поновно је дејствовала на подручју Билогоре и крајем јуна на Калнику. У међувремену, у другој половини јуна, водила је борбе код Старе Раче, Даутана, Северина, Оровца, Худовљана и Великих Средица. Од 28. јуна до 2. јула одбила је напад јаких усташких и домобранских снага и продрла у Подравину. У јулу и августу поновно је дејствовала на Билогори и у Мославини.
У вези с општом директивом Врховног штаба НОВ и ПОЈ од 17. августа за рушење комуникација, 32. дивизија је почетком септембра оријентисала своја дејства на пругу између Загреба и Вараждина. У току 2. и 4. септембра порушила је 12,5 км пруге. Истакла се, такође, ноћу 7/8. септембра у нападу на домобранско упориште Свети Иван Зелина, 13/14. септембра учествује у нападу на Крижевце, од 26. до 27. септембра у борбама код Велике Чрешњевице, 5. октобра у заузимању Питомаче, 10. октобра разбила је делове Шестог усташког здруга код Горњих Моста. У саставу Десетог корпуса учествовала је од 14. до 16. октобра у неуспелом нападу на усташко-домобранско упориште Копривницу, а затим је упућена у Хрватско загорје, где је до средине новембра нападала усташко-домобранске посаде и рушила пругу Вараждин—Забок. Заузела је 3. новембра Трговишће и Храшћину, 7/8. новембра водила оштре борбе код Доње Зелине, а од половине новембра рушила је пругу између Загреба и Дугог Села и Загреба и Крижеваца. У њеном саставу формирана је 19. новембра 1944. године бригада „Миховил Павлек Мишкина“, као њена Трећа бригада. Тада је 32. дивизија имала 3450 бораца наоружаних са 1380 пушака, 146 аутомата, 129 пушкомитраљеза, 25 митраљеза, 16 минобацача, 11 противтенковских пушака и 12 бацача Џон Бул.
Јединице 20. пуковније Прве домобранске дивизије и две сатније Првог усташко-домобранског посадног здруга из Крижеваца, Горње Ријеке, Светог Ивана Зелине и Врбовца напале су 28. новембра 32. дивизију на простору Заистовец, Пресека, Слатина. Пошто се са дивизијом налазио збег народа из Хрватског загорја, болница с рањеницима, радио и складишта, она је била принуђена да се ноћу 28/29. новембра пребаци прво у рејону Бузадовац, Циговец, Реметинец, а почетком децембра и околину Ђурђевца и Новиграда Подравског. У децермбру 1944. и јануару 1945. године, дивизија је учествовала у саставу Десетог корпуса у борбама за Вировитички мостобран. У току 10. и 11. децембра водила је жестоке борбе код Ждале, 18. децембра код Калиновца, 20. и 25. децембра код Клоштра Подравског и Пруговца, 6. јануара 1945. код Шпшић-Буковице, Лозана и Старог Градца, 8. јануара код Питомаче. У састав дивизије ушла је 11. фебруара 1945. године Прва загорска бригада, као њена Четврта бригада.
Јединице 32. дивизије су 13. фебруара одбиле напад делова немачке Прве козачке коњичке дивизије код Доње Рашенице и Бастаја, ноћу 3/4. марта заузеле Булинац, од 8. до 17. марта водиле жестоке борбе у Мославини, 2. априла одбиле напад домобрана код Берека. У другој половини априла и првој половини маја јединице дивизије учествовале су у ослобођењу Подравине, Билогоре, Калника и Хрватског загорја. Крајем априла 1945. дивизија је имала четири бригаде са укупно 3527 бораца. Од наоружања је имала 1896 пушака, 269 аутомата, 235 пушкомитраљеза, 16 митраљеза, 39 минобацача и 4 противтенковске пушке.